# Benjamin Markarjan
Benjamin "Benik" Egiševič Markarjan (arménsky Բենիամին Եղիշեի Մարգարյան; 29. listopadu 1913 – 29. září 1985) byl arménský astrofyzik. Markarianův řetěz (galaxií) byl pojmenován po něm, když zjistil, že je tento řetězec galaxií gravitačně vázán a společně se pohybuje. Jmenuje se po něm třída kompaktních, opticky jasných galaxií (včetně aktivních galaktických jader), známých jako Markarjanovy galaxie.